# Francesco Binasco
Francesco Binasco war ein oberitalienischer Buchmaler, der nach 1500 in Mailand für die Familie der Sforza tätig war. Nachweislich war er nach 1520 noch am Hof des Francesco Sforza beschäftigt, dem letzten souveränen Herzog von Mailand. Zuvor soll er bereits auch als Kupferstecher und Goldschmied für den bis 1513 regierenden Massimiliano Sforza in Mailand gearbeitet haben.
Binasco wird zusammen mit dem Meister des Sforza-Gebetbuches und mit Antonio da Monza zu den drei führenden Buchmalern gerechnet, die Ende des 15. Jahrhunderts und zum Begin des 16. Jahrhunderts in Mailand tätig waren. Damals war Mailand unter den Sforza noch ein Zentrum der Kunst in Oberitalien. Binasco war unter anderem von Leonardo da Vinci beeinflusst, der ab 1480 in Mailand tätig war und mit dessen Ankunft dort ein bisher eher konservativer Stil in der Lombardei neue Impulse erhielt.
Binascos Name ist in Paolo Morigias Buch Nobilità di Milano aus Mailand aus dem Jahr 1595 zu finden. Dort wird er als großer Buchmaler … im Dienste des Francesco Sforza genannt. Eventuell malte Binasco einige der heute aus der Regierungszeit dieser Herzogs erhaltenen und mit B. F. signierten Miniaturen.